# Tachigali costaricensis
Tachigali costaricensis là một loài thực vật có hoa trong họ Đậu. Loài này được (N. Zamora & Poveda) N. Zamora & van der Werff mô tả khoa học đầu tiên năm 2010.